# Cauna
Cauna település Franciaországban, Landes megyében. Lakosainak száma 423 fő (2022. január 1.). Cauna Aurice, Lamothe, Le Leuy, Saint-Sever, Souprosse és Toulouzette községekkel határos.

## Népesség
A település népességének változása:
| Lakosok száma | 406  | 390  | 389  | 402  | 448  | 445  | 444  | 443  | 436  | 423  |
|               | 1968 | 1982 | 1990 | 2006 | 2013 | 2015 | 2017 | 2019 | 2020 | 2022 |